# Klonové války
Klonové války (Clone Wars), někdy také „Válka za nezávislost“ nebo „Válka Republikánské agrese“, je série bitev a konfliktů ve fiktivním světě Star Wars od producenta a režiséra George Lucase, jež měly začít 22 let před bitvou o Yavin a skončit devatenáct let před bitvou o Yavin. 
Jednalo se o galaktickou válku mezi Separatistickými silami (Konfederace Nezávislých systémů), jež se chtěly odtrhnout od staré a zkorumpované Galaktické republiky a Velkou armádou Republiky. Zatímco separatisté během války využívali bitevních droidů jako hlavní bojové síly, Galaktická republika začala využívat klonové vojáky, jež byli naklonovaní specificky podle DNA lovce odměn, Jango Fetta. Obě dvě strany poté z utajení řídil Darth Sidious (kancléř Sheev Palpatine), jež si chtěl otestovat, zda jsou v praxi použitelnější droidi, nebo klony. 
Válka za nezávislost způsobila, že byly kancléři Palpatinovi odhlasovány speciální pravomoce, jež následně vedly k jeho ovládnutí republiky, kterou reorganizoval na První Galaktické impérium. Touto událostí končí prequelová trilogie Star Wars a začíná originální trilogie.
Klonové války byly poprvé zmíněny ve filmu Star Wars: Epizoda IV – Nová naděje, avšak bez větších podrobností. Jejich průběh byl představen až v Epizodě II – Klony útočí a Epizodě III – Pomsta Sithů a plně rozvinut byl ve filmu Klonové války a stejnojmenném animovaném seriálu. Další detaily ohledně konfliktu jsou obsaženy v další na Star Wars orientované literatuře či v počítačových hrách.
Klonoví vojáci byli řízení čipy, jež ovládaly jejich myšlení, čehož využil Darth Sidious při tzv. "Rozkazu 66", což byl vojenský rozkaz k vyhlazení řádu Jedi. Tomuto rozkazu unikl pouze zlomek rytířů Jedi, jež byli následně, během let Impéria, loveni takzvanými Inkvizitory, spolu s nově narozenými dětmi citlivými na Sílu.

## Vznik a průběh konfliktu
Přestože měl tento konflikt začít až v roce 22 BBY, bylo k němu nasměrováno už o deset let dříve, když došlo k agresivní blokádě planety Naboo Obchodní federací, kterou manipuloval temný lord ze Sithu, Darth Sidious. Planeta byla blokádou odstřižena od kontaktu s okolním světem a obyvatelé byli nuceni si vybojovat svou svobodu sami, bez pomoci Galaktické republiky. 
Tato neochota Republiky pomoci okupovanému světu, měla za následek vytvoření nejistoty mezi členskými světy tohoto útvaru. Tehdejšímu vrchnímu kancléři Valorumovi byla odhlasována nedůvěra a byl nahrazen kontroverzním občanem planety Naboo - Sheevem Palpatinem, o jehož pravé identitě coby Darth Sidiouse, neměl nikdo ponětí. Na druhé straně politického spektra byl mladý rytíř Jedi, Hrabě Dooku, přesvědčen, že Republika je beznadějný projekt, který se sám pohřbil pod vrstvami byrokracie a úplatků. Založil proto svou Konfederaci Nezávislých systémů, která si dala za cíl, odtrhnout se od Galaktické republiky a jejího ekonomického vlivu.
Dooku kontaktoval svého přítele z řádu Jedi Sifo-Dyase, jenž byl nahlodán Palpatinem, aby bez vědomí rady Jediů na planetě Kamino objednal pro Republiku armádu klonových vojáků, jelikož mu Palpatine v mysli vytvářel fikční předtuchy a scénáře o budoucí válce. Po objednání první várky klonů jej hrabě Dooku zavraždil a následně z archivů Jediů v chrámu vymazal veškeré údaje o Kaminu.
V roce 22 BBY se Dookuovy veřejné názory proti Republice stávaly agresivnějšími a ke Konfederaci se přidávalo čím dál více světů původní Republiky. Mezi těmito podpůrci Konfederace byly mnohé vlivné skupiny, jako např. Obchodní federace, Intergalaktický bankovní klan, nebo Techno unie. Dooku byl kontaktován Darth Sidiousem s přikázáním atentátu na tehdejší senátorku Padmé Amidalu. Tu měli střežit rytíři Jedi - Anakin Skywalker a Obi-Wan Kenobi. Všichni tři však byli v sérii nešťastných náhod zajmuti a uvězněni na planetě Geonosis, kde měli být následně popraveni. V moment, co se zpráva o zajmutí této trojice dostala na veřejnost, využil situace kancléř Sheev Palpatine, který zmanipuloval senát tak, aby mu byly odhlasovány speciální pravomoce - konkrétně Prodloužení jeho funkce na dobu neurčitou a Vytvoření velké armády republiky.

### První bitva o Geonosis
Těsně před popravou ústřední trojice rytířů Jedi a senátorky Amidaly, se na planetu Geonosis dostal řád Jediů s dokončenou várkou Klonových vojáků. Trojice byla zachráněna, přičemž byl námezdní lovec Jango Fett zabit mistrem Jedi Macem Windu. Fettovu zbroj si následně ponechal jeho neupravený klonový "syn" Boba Fett. 
Dooku uprchl z původního místa popravy a vyslal proti Jediům a Klonové armádě svou armádu Bitevních droidů. Tím začala první Bitva o Geonosis, která odstartovala Klonové války. Obě dvě strany posílaly miliony droidů i klonů kupředu, bez jakékoliv komplexnější strategie, což mělo za následek, že si někteří Klonoví vojáci z těchto prvních várek vypěstovali nenávist a odpor ke svým Jedijským generálům.

### Rozepře o Huttské obchodní cesty
Válečný konflikt vyústil v dlouho trvající sled bitev. Síly se zdály vyrovnané. Huttové, Tatooinský zločinecký klan, dělal oběma stranám problémy, jejich obchodní cesty se staly klíčovými. Ten, jenž by měl svolení je využívat, by získal výhodu. Hrabě Dooku se rozhodl je získat a naklonit tak misku vah ve prospěch Separatistů. Tajně tak zorganizoval únos syna Jabby Hutta. Následně mu nabídl pomoc při jeho nalezení. Jabbu Huttovi nabídli pomoc i rytíři Jedi. Anakin Skaywalker a jeho padawanka Ashoka Tano vypátrali Jabbova syna a zjistili kdo za to nese vinu. Cestu jim zkřížila Dookuova vražedkyně Asajj Ventress. Nakonec však Jediové zvítězili a Jabba s vděku udělil republice povolení užívat cesty. Bylo to malé vítězství jenž separatisté svým úsilím ustáli. Miska vah se po čase opět vyrovnala.

### Rozepře na světě Toydaria
Republika potřebuje vystavět zásobovací stanici. Toydaria se jeví jako nejlepší možnost. Mistr Yoda vyráží na diplomatickou misi za králem planety. Cestou je jeho loď sestřelena Separatisty. Asajj Ventress se v snaze přesvědčit krále vyzývá Yodu na souboj, on a čtyři klony proti celému praporu droidů. S argumentem že jedi je přece schopný pokořit sto droidů Yoda přijímá. Ví, že stejně nedostane jinou možnost. Vítězí a téměř zajme Ventress která po pokusu o královraždu uniká. Republika získala malé vítězství.

### Hrozba jménem Malevolence
Jestli se štěstí klonilo k republice tak tomu následující události učinily přítrž. Generál Grievous pod dohledem Hraběte Dooku spustil testy nového iontového děla. To bylo součástí monstrózní lodě Malevolence. Loď testovaná v jednom odlehlém sektoru je objevena jediským generálem Plo Koonem. Naneštěstí neví, proti čemu stojí, a tak jsou jeho tři křižníky zničeny. Malevolence nejdřív iontovým dělem vyřadí energii a pak zničí loď svým silným dělostřelectvem. Plo Koon uvízne v záchranném modulu. Moduly však ničí jeden po druhém droidi. V nejtemnější hodině je zachráněn Anakinem Skywalkerem a Ashokou Tano.
Než se generál Grievus rozhodl zaútočit na lékařskou stanici klonové armády poblíž soustavy Naboo, zničil několik republikových křižníků. Utrpěné ztráty značně oslabily vojsko republiky. Jestli by to mělo dál pokračovat, separatisté by zvrátili válku ve svůj prospěch. Iontové dělo Malevolence bylo při pokusu o zničení oné stanice poškozeno. Ashoka Tano na tom měla zásluhu. Generálovi nezbývalo než ustoupit. Hyperprostorový motor byl poškozen a v patách měl tři křižníky s generálem Kenobim v čele. Následně byla na Malevolence zajata republiková senátorka Padmé Amidala, která byla zachráněna Skywalkerem a Kenobim. Skywalker přenastavil navigační počítač a loď narazila do nedalekého měsíce.

### Druhá bitva o Geonosis
Geonosiané se nesmířili s okupováním republikou a vzbouřili se. Jejich planeta se po vytlačení republikových vojsk stala místem nové továrny na výrobu Bojových droidů. Republika zoufale zaměstnávaná konfliktem po delší době vyčlenila flotilu a invazní vojsko k znovuobsazení planety. Generálové Obi-Wan Kenobi, Anakin Skywalker, Luminara Unduli a Ki-Adi-Mundi museli zvítězit jinak by se válka protáhla o léta. Samotné vylodění bylo provázeno monstrózní bitvou. Ne každému generálovi se povedlo přistát na místě určení. Skywalker sám ztratil všechny tanky a rozhodl se prorazit si cestu přes opevnění spojující dvě skály. Republika zaznamenala úspěch a armádě se povedlo vylodit. Následoval útok přímo na onu továrnu, jež vyráběla droidy i nový typ pancéřovaných tanků. Padawankám Ashoce Tano a Barris Offee se povedlo ji zničit. Vítězství však nemělo býti snadné. Přišlo až po vraždě královny Geonosianů. Následky bitvy se projevily až s nástupem impéria, kdy byla celá populace planety vyhlazena.

## Konec války a Rozkaz 66
Klonové války oficiálně skončily 19 let před Bitvou o Yavin. Anakinu Skywalkerovi, který se stal čerstvým členem Rady Jediů, odhalil Palpatine svou pravou identitu coby temného lorda ze Sithu. Anakin byl nejprve odhodlán Palpatina sám zabít a vydal ho řádu Jediů, byl však Sidiousem zmanipulován k nedůvěře a nenávisti v řád samotný. Mistr Jedi Mace Windu se během zatýkání Palpatina pokusil temného lorda zabít, jelikož byl přesvědčen, že je příliš nebezpečný. Jeho pokus mu však překazil Anakin Skywalker, který pod vlivem temné strany Síly uvěřil Palpatinovi a usekl Winduovi ruku. Následně odpřísáhl temnému lordovi svou loajalitu a získal od něj svůj Sithský pseudonym - Darth Vader.

Palpatine využil Winduův pokus o atentát jako záminku k vyvraždění řádu Jediů a reformace Republiky na První Galaktické impérium. Vyzabíjení řádu svěřil svým klonovým vojákům, kteří měli v čipech uložen rozkaz s číslovkou 66, který zněl: 
V případě, že Jedijští důstojníci budou jednat proti zájmům Republiky, a po obdržení specifických rozkazů prokazatelně vydaných nejvyšším velitelem (Kancléřem), odstraní velitelé Velké Armády Republiky tyto důstojníky s použitím smrtící síly a velení VAR se vrátí nejvyššímu veliteli, dokud nebude ustanovena nová struktura velení.
Ačkoliv Jediové před vypuknutím Klonových válek věděli o existenci rozkazu 66 a podezírali kancléře Palpatina, nedošlo k žádným úpravám tohoto rozkazu, jelikož v čipech byly nalezeny také rozkazy, které měly být směřovány PROTI kancléři Palpatinovi. 
Darth Vader následně pozabíjel všechny velitele a vůdce Separatistických organizací, čímž Konfederace přišla o finanční podporu. Do několika dnů byly dobojovány poslední bitvy se vzdorujícími separatisty a členské země Konfederace nezávislých systémů byly připojeny k nově vzniklému Impériu. 

## Klonové války v legendách
Existence konfliktu byla zmíněna už v prvním celovečerním Star Wars filmu - Star Wars: Epizoda IV - Nová naděje. Samotný George Lucas však o konfliktu nijak konkrétněji nemluvil a ve zbytku celé originální trilogie už Klonové války nebyly nikdy zmíněny. To způsobilo, že tehdy-vycházející novely, komiksy a videohry (které navíc nebyly pod přímou kontrolou George Lucase) neměly o válce žádné základní informace. Konflikt byl ve většině tehdejších dílech popisován jako ničivý, katastrofický a od současné, kánonické vize Klonových válek se lišil prakticky ve všech směrech.
Autoři se obvykle neshodli ani na době, kdy měly Klonové války trvat - některá díla uváděla rok 33 před Bitvou o Yavin, populární knižní série Thrawnova trilogie od spisovatele Timothy Zahna pak zmiňovala rok 44 před Bitvou o Yavin. Mezi současným kánonem a informacemi všech tehdejších děl byl však minimálně desetiletý rozdíl.
Další nekonzistence se týkaly samotného průběhu války - dle tehdejších děl existovalo Galaktické Impérium a Galaktická republika v průběhu celé války pospolu - a zmíněné "klony" byly jejich společným, úhlavním nepřítelem. Původ a smysl existence klonů se však v každém díle lišil. Žádné tehdejší dílo nezmiňovalo klony jako spojence Galaktické republiky, jejich spojitost s vojáky a pozdějšími Stormtroopery, ani jejich spojitost s Bobou a Jango Fettem. Nikde nebyla zmíněna ani Konfederace nezávislých systémů, nebo armáda droidů. Všechny tyto informace zavedl do kánonu až samotný George Lucas - s filmem Star Wars: Epizoda II - Klony útočí.
Mezi filmy Klony útočí a Pomsta Sithů pak v roce 2003 pod nepřímým dohledem Lucase vyšel 2D animovaný seriál Klonové války - který se však poté, co konglomerát Disney Pictures odkoupil značku Star Wars, stal kánonicky neplatným.

## Zdroje inspirace a náhled George Lucase na Klonové války
Klonové války a jejich důsledky jsou ve Star Wars ukázány jako zástěrka, která posloužila přeměně demokratické Republiky v diktaturu Impéria. George Lucas v roce 2002 v rozhovoru pro Time Magazine řekl: "Každá demokracie se nakonec přemění v diktaturu, nikoliv však převratem. Lidé sami se vzdávají demokracie ve prospěch diktátora, ať už to je Julius Caesar, Napoleon nebo Adolf Hitler. Bývá to tak proto, že se běžní lidé nechávají strhnout ideálem. Otázkou je, co lidi a instituce přivede k takové změně směru? To je věc, na kterou poukazuji: jak se Republika stane Impériem? ... Jak se z dobrých lidí stanou špatní lidé a jak se z demokracie stane diktatura?"
V prvních třech epizodách Palpatine zrežíroval silné separatistické hnutí, aby získal moc, a aby uvedl obyvatelstvo galaxie do atmosféry strachu. Nakonec tak přinutil senát, aby mu odhlasoval mimořádné pravomoci. Během epizody III se pak Palpatine prohlásil císařem a všechny problémy z posledních let, které způsobil, včetně pokusu o převzetí vlády nad Republikou, svedl na Jedie a ospravedlnil tak rozkaz 66, který "musel" být vykonán.
Někteří jako např. Clyde Lewis přirovnávali Klonové války k událostem směřujícím ke druhé světové válce a Palpatina přirovnávali k Adolfu Hitlerovi, neboť oba využili válečnou mašinérii a obětní beránky k manipulaci veřejností, které nabídli vyvedení z krize výměnou za podporu a obrovskou moc jim svěřenou. Nicméně sám Lucas potvrdil, že jeho primární inspirací pro politické pozadí Klonových válek (a i pro zbytek Star Wars) byly válka ve Vietnamu a aféra Watergate, během nichž byla pro nejvyšší politiky tím nejlepším řešením problémů korupce. Podobné paralely souvisí i s Irákem, k čemuž George Lucas řekl: "Když jsem sepisoval příběh Klonových válek, žádný Irák ještě nebyl". Nicméně paralela s děním v Iráku a s Vietnamem připadala Lucasovi až neuvěřitelná.